# 徐溥
徐溥（1429年—1499年），字時用，號謙斋，直隸宜興縣（今江蘇省宜興市）人。明朝政治人物，景泰甲戌榜眼及第，歷仕四朝，弘治初年累官至華蓋殿大學士内阁首辅。

## 生平
徐溥生於宣德四年（1429年），自幼天資聰穎，每日將黃豆、黑豆分裝兩瓶以自省。景泰元年（1450年）庚午科應天府乡试第六名举人，景泰五年（1454年），登會試第五十五名，一甲第二名進士（榜眼），授翰林院編修。宪宗时，迁太常卿兼翰林院学士。成化十五年（1479年）拜礼部左侍郎，又改吏部左侍郎。孝宗時，晉升文淵閣大學士，參預機務。旋進禮部尚書、武英殿大學士。
弘治五年，劉吉罷免，徐溥為內閣首輔，屢加少傅、太子太傅。徐溥為政鎮以安靜，務守成法，與其他內閣成員劉健、李東陽、謝遷等協力輔政。當時，欽天監革職監正李華為昌國公張巒擇葬地，中旨復官。徐溥等稱不宜賞賜內臣。弘治八年，太皇太后召崇王來朝，溥等與尚書倪嶽諫勸阻事，明孝宗批准。之後亦上疏勸阻進軍安南。同年，晋升為文華殿大學士。之後因年七十歲，請求退休，不予批准。后詔風雨寒暑免朝參。弘治十一年，皇太子出閤，加少師兼太子太師，進華蓋殿大學士。以目疾乞歸。帝眷留，久之才批准，恩賚有加。弘治十二年（1499年）卒，谥文靖，贈太師。
徐溥天性凝重有度，在內閣十二年，從容輔導。他人有過錯，均為之掩覆，并屢次調解大獄及逮系言官。明孝宗多採納其言。人稱“四朝大學士”。曾擁有《清明上河圖》。

## 家族
曾祖徐福，贈户部郎中。祖父徐鑑，知府。父徐琳。母何氏。具庆下。弟徐濟、徐瀹、徐澍。